# Maurane

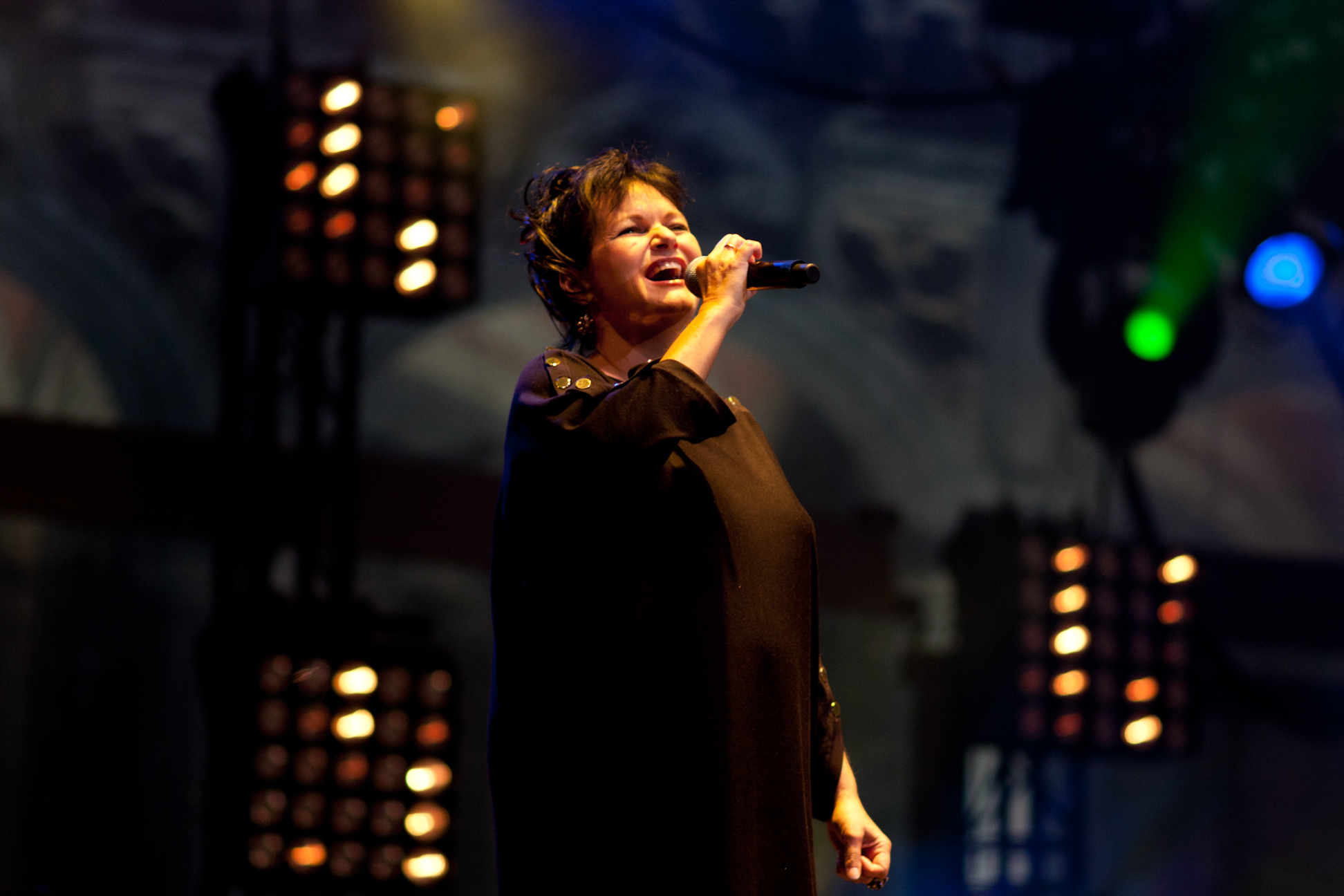
Maurane (2011)

Maurane (prawdziwe nazwisko Claudine Luypaerts, ur. 12 listopada 1960 w Ixelles, Belgia, zm. 7 maja 2018 w Schaerbeek) – wokalistka belgijska.
Jej ojciec był dyrektorem Akademii Muzycznej w Verviers. Jako nastolatka występowała w licznych konkursach, m.in. w 1979 w musicalu o Brelu.
W 1986 wydała swój pierwszy album Danser, który odniósł sukces, a w 2009 ostatni w hołdzie swojemu przyjacielowi Claude Nougaro.
Angażowała się w projekty humanitarne, takie jak Les Restos Du Coeur, Sol En Si i Laurette Fugain Association. 
Jej mężem był piosenkarz Pablo Villafranca, z którym miała córkę Lou.